# 律宗
律宗（りっしゅう）は、戒律の研究と実践を行う仏教の一宗派である。中国で東晋代に戒律について翻訳されると、唐代には道宣が成立させた。日本には鑑真が伝来させ、南都六宗の日本仏教の一つとなった。

## 中国の律宗
正式な僧となるには戒律を修めなければならず、古くから研究が行われた。
東晋に、『十誦律』『四分律』『摩訶僧祇律』などの戒律が漢訳されると、戒律の研究が本格化した。北魏では、法聡が四分律宗を開宗した。その後、地論宗に属する慧光（468年 - 537年）が律宗の勢力を拡張した。
唐代には南山律宗を開いた道宣が出て、『四分律行事鈔』を著述して戒律学を大成した。道宣は、慧光の系統に属しており、その門下からは、文綱・周秀・道世・弘景らの僧が出た。文綱の孫弟子である鑑真は、留学僧の要請で日本に律を伝えたとされている。
一方、法礪（569年 - 635年）が『四分律』を研究し、相部宗を開いた。その弟子の懐素（624年 - 697年）は、法礪の『四分律疏』を批判して新疏を著わし、東塔宗を開宗した。
その後、相部宗と東塔宗は衰退し、南山宗のみが栄えて、宋代まで伝承された。一方で、義浄三蔵が、多くの律書を漢訳したが、律宗の展開には影響しなかった。

## 日本の律宗
日本においても比較的初期の段階で戒律が伝えられていたものの、不完全なものでその意義が十分に理解されずに一部の寺院における研究に留まり、授戒の儀式も行われていなかった。
天平勝宝5年（753年）、鑑真が6度の航海の末に唐から招来され、東大寺に戒壇を開き聖武上皇や称徳天皇を初めとする人々に日本で初めて戒律を授けた。後に唐招提寺を本拠として戒律研究に専念し、南都六宗の一つとして今日まで続いている。鑑真が伝えたのは『四分律』によるものだった。

### 平安時代以降
平安時代の最澄や空海はこれを支持せず、最澄は延暦寺に独自の戒壇を設置し受戒を始めた。空海は『十誦律』を重んじたが、受戒については南都六宗と同様に東大寺にて行うなど態度に違いがある。このため、戒律に関する考え方が日本では分散化し、律宗は衰微した。また、受戒そのものは東大寺・延暦寺を中心に盛んに行われたものの、官僧の資格をえるためのものとなり内容は形骸化していった。
平安時代末期から鎌倉時代には実範・明恵が戒律復興を論じ、それを引き継いで嘉禎2年（1236年）覚盛・有厳・円晴・叡尊の4人が国家と結びついた戒壇によらない自誓受戒を行った。後に覚盛は「四分律」を重視して唐招提寺を復興して律宗再興の拠点としたのに対して、叡尊は西大寺を拠点に真言宗の『十誦律』を中心とした真言律宗を開いた。更に京都泉涌寺の俊芿が南宋より新たな律宗を持ち帰った。このため、俊芿の「北京律」と「南都律」と呼ばれた唐招提寺派・西大寺派（真言律宗）両派の3つの律宗が並立した。この3派の革新派を新義律と呼称して、それ以前の古義律と区別することがある。しかし、結果的にこの新義律3派が議論と交流を重ねることで律宗の深化と再興が進み、中世には禅宗と律宗を合わせて禅律とも呼ばれて重んじられた。室町時代には禅宗に押されて再び衰退するが、江戸時代には明忍・友尊・慧雲寥海・徳門普寂・真淳ら諸宗の僧によって再度戒律復興が唱えられた。
なお、明治初期には、唐招提寺を例外として他の律宗寺院は全て真言宗に所轄されたが、1900年（明治33年）律宗として独立した。

### 宗義
戒律の研究と実践を主とする。

### 本山
- 総本山　唐招提寺（奈良市五条町）
- 大本山　壬生寺（京都市中京区）

### その他の寺院
- 雙岡 五位山天安寺（雙丘寺）法金剛院（右京区花園扇野町）
- 地蔵院（右京区花園扇野町）
- 華臺山往生院三鈷寺（四宗兼学、西山宗総本山）
- 男山善法律寺（善法寺）（八幡市八幡）[2]
- 雄徳山法園寺（八幡市八幡源氏垣外）[3]
- 雄徳山寿徳院（八幡市八幡山路）[4]

- 傳香寺（奈良市小川町）

- 西方院（唐招提律寺奥之院）（奈良市五条）
- 念仏寺（奈良市五条）
- 応量坊（奈良市五条町）
- 教学院（奈良市五条町）
- 牟尼蔵院（奈良市五条町）
- 蔵松院（奈良市五条町）
- 生馬山竹林寺（生駒市有里町）
- 大聖院（生駒市菜畑町）
- 般若滝不動院（生駒市門前町）
- 阿土寺（生駒郡安堵町大字窪田）
- 佛性山安養院（磯城郡川西町大宇結崎）
- 傳法山常寶寺（磯城郡田原本町八田）
- 神福寺（北葛城郡広陵町大字南郷）
- 寶樹山來迎院講御堂寺（五條市五條）
- 観音寺（吉野郡大淀町大字下渕）
- 法華寺（宇陀郡曽爾村大字今井）
- 月峯山大覺寺（尼崎市寺町）
- 福寿院（津山市河原町）[5]

### 所依
- 四分律（曇無徳部）